# Live Archive 03
Live Archive 03 is een livealbum van Steve Hackett. Het bevat de registratie van een aantal concerten, die werden gegeven in het kader van Watch the storm-uitgave. 

## Musici
- Steve Hackett – gitaar, zang
- Roger King – toetsinstrumenten
- Rob Townsend – saxofoon, dwarsfluit, zang
- Terry Gregory – basgitaar, zang
- Gary O’Toole – slagwerk, zang
- John Hackett dwarsfluit op “Kim”

## Muziek
| Nr. | Titel                      | Duur |
| --- | -------------------------- | ---- |
| 1.  | Mechanical bride           | 6:45 |
| 2.  | Serpentine song            | 6:40 |
| 3.  | Watcher of the skies       | 5:30 |
| 4.  | Hairless heart             | 2:42 |
| 5.  | Darktown                   | 4:47 |
| 6.  | Camino Royale              | 7:52 |
| 7.  | Pollution B                | 1:58 |
| 8.  | The steppes                | 5:42 |
| 9.  | Acoustic medley            | 4:00 |
| 10. | Kim                        | 2:42 |
| 11. | Walking away from rainbows | 4:10 |

| Nr. | Titel                           | Duur |
| --- | ------------------------------- | ---- |
| 1.  | Slogans                         | 4:03 |
| 2.  | Every day                       | 6:37 |
| 3.  | Please don’t touch              | 4:25 |
| 4.  | Firth of Fifth                  | 3:07 |
| 5.  | The wall of knives              | 0:31 |
| 6.  | Vampyre with a healthy appetite | 5:53 |
| 7.  | Spectral mornings               | 5:48 |
| 8.  | Brand new                       | 5:02 |
| 9.  | Los endos                       | 6:47 |
| 10. | Clocks                          | 4:29 |
| 11. | In that quiet earth             | 6:07 |